# Bananglansvinge
Bananglansvinge, Antichloris viridis är en fjärilsart som beskrevs av Herbert Druce 1884. Bananglansvinge ingår i släktet Antichloris och familjen björnspinnare, Arctiidae.  Bananglansvinge är ingen svensk art utan är införd med bananer, den påträffas oftast som kokong på bananskal. Inga underarter finns listade i Catalogue of Life.

## Bildgalleri

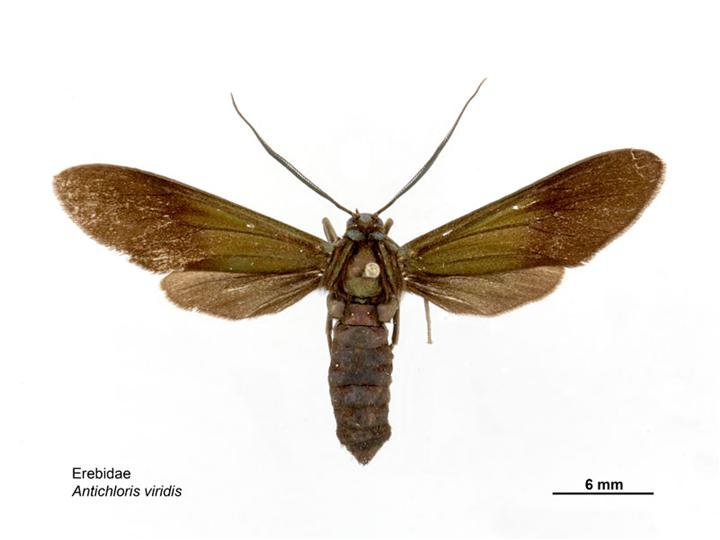
Preparerad (uppnålad) imago fjäril, översida
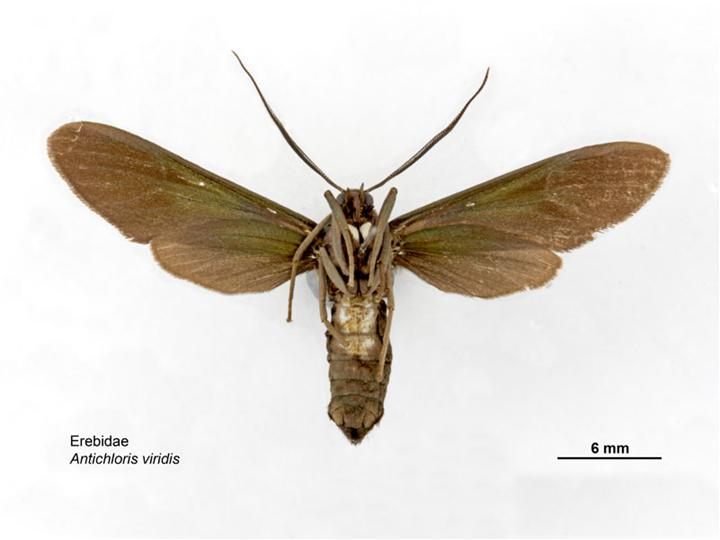
Preparerad (uppnålad) imago fjäril, undersida